# ジョゼフ・ベッシュ
ジョゼフ・ベッシュ（Joseph Bech、1887年2月17日 - 1975年3月8日）は、ルクセンブルクの政治家。キリスト教社会党党員。1926年から1937年と1953年から1958年の二度、首相を務めた。欧州連合の父としても知られる。

## 経歴
ディーキルヒで生まれる。1914年、下院に右翼党の候補として出馬し、当選。1921年にはエミール・ロイター内閣で初入閣を果たした。1926年にピエール・プリューム連立政権が崩壊し、右派が政権に就くと、ベッシュが首相に就任する。当時、右派は最大勢力ではあったものの単独で政権を担うことはなく、リベラル派や左派との連立を行った。
世界恐慌が発生すると、1921年に結成されたがその勢力が脆弱であったルクセンブルク共産党が勢いを増したが、1937年ベッシュはこれを禁止するための法案を提出した。この法案は議会こそ通過したもののベッシュが国民投票で決定させようとしたが、反対票がわずかに上回り（50.7%）否決された。さらに同時に行われた議会選挙において、右派は勢力は維持したものの、連立を組んでいたリベラル派は勢力を減じることとなったために、ベッシュは退陣、右派のピエール・デュポンを首班として左派社会党を連立を組むこととなった。退陣後も外務大臣を務め、ルクセンブルクのために奔走した。
1936年にラインラント進駐が起きると、ルクセンブルクはベルギーと共に中立を宣言した。だが、ドイツ軍のベネルクス侵攻作戦「黄色の場合」が始まると、あっさりとルクセンブルクは占領されてしまう。ルクセンブルク政府は指揮もしないままポルトガルを経由してカナダへと亡命する。
第二次大戦後も外相として活躍し、メッシーナ会議や欧州共同体などに代表として出席し、「建国の父」と呼ばれた。

1975年3月8日、ルクセンブルク市で亡くなる。